# Marcelo da Silva Moço
Marcelo da Silva Moço (* 13. Mai 1979 in Rio de Janeiro; † 22. November 2009 in Parndorf, Österreich) war ein brasilianischer Fußballspieler.

## Karriere
Marcelo begann seine Karriere beim CR Flamengo. Danach spielte er für den União São João EC, AA Portuguesa, den Club Blooming in Bolivien und Rabotnički Skopje in Mazedonien.
Marcelo kam im Januar 2007 von der SE Matonense zum österreichischen Zweitligisten SC-ESV Parndorf 1919. Im März 2007 debütierte er in der zweiten Liga, als er am 21. Spieltag der Saison 2006/07 gegen den TSV Hartberg in der Startelf stand und in der 84. Minute durch Mario Schöny ersetzt wurde. Sein erstes Tor für Parndorf erzielte er im April 2007 bei einem 1:0-Sieg gegen Hartberg. Mit Parndorf stieg er 2008 in die Regionalliga ab.
Nach einer Saison in der Regionalliga, in der Marcelo sieben Spiele absolviert hatte, wechselte er zur Saison 2009/10 zum fünftklassigen ASK-BSC Bruck/Leitha.

## Tod
Am 22. November 2009 beging Marcelo in einem Wohnblock in Parndorf Suizid durch Erhängen. Einen Tag zuvor hatte er noch ein Testspiel für Bruck absolviert, zudem war ihm am selben Tag der Führerschein nach Trunkenheit am Steuer entzogen worden.

## Persönliches
Marcelo war geschieden und hinterließ eine zum Zeitpunkt seines Todes achtjährige Tochter. Sein Bruder Marco Aurélio (* 1977) war ebenfalls Fußballspieler.